# Амазон королівський
Амазон королівський (Amazona guildingii) — птах родини папугових.

## Зовнішній вигляд
Довжина папуги 40—42 см. Чоло і передня частина голови — білі, що переходять у жовтий. Голова помаранчева. Щоки й вушки — синьо-фіолетові. Груди й черевце золотаво-коричневі. Спина золотаво-коричнева з зеленим і маслиновим відливом. Крайка крила помаранчева. Криючі крила темно-зелені з маслиновим і синьо-фіолетовим відливом. Першорядні махові темні, у заснування помаранчево-зелені. Дзьоб кісткового кольору. Лапи сірі. Райдужка помаранчева.

## Розповсюдження
Живе на острові Сент-Вінсент.

## Спосіб життя
Населяє вологі тропічні сельви до висоти 700—1000 м над рівнем моря. Живиться переважно плодами, горіхами, квітками й насінням.

## Розмноження
Гніздяться з кінця березня — квітня до середини серпня, займаючи в 12—15 м від землі дупла у великих деревах, переважно в дакріодесі високому (Dacryodes excelsa). Самка відкладає 1—3 яйця, але в окремі «кормні» роки їх може бути й 4.

## Загрози й охорона
Через руйнування природного середовища проживання, полювання й незаконного вилову з метою продажу, знаходиться на грані зникнення. До кінця 20 століття в дикій природі налічувалося близько 500 особин. Знаходиться під програмою захисту.